# Аделхайд Бургундска (870–929)
Вижте пояснителната страница за други личности с името Аделхайд Бургундска.
Аделхайд Бургундска (на френски: Adélaïde de Bourgogne; * 870, † 929) от род Велфи, e графиня на Оксер и чрез женитба през 888 г. за Рихард I първата херцогиня на Бургундия.

## Живот
Тя е дъщеря на Конрад II (835 – 876), маркграф на Горна Бургундия (Трансюрания), и втората му съпруга Валдрада от Вормс (* 801).
Нейният брат Рудолф I (860 – 912) става през 888 г. крал на Бургундия. Същата година Аделхайд получава от брат си доживотно манастира Romainmôtier. Тя е доказана в документи от 921 – 928/929 г.
Аделхайд се омъжва през 887/888 г. за Рихард I Застъпник (* 858; † 921) от род Бувиниди. Тя му носи като зестра Графство Оксер. Той е брат на Рихилда Прованска, втората съпруга на краля на Западното франкско кралство и император Карл II Плешиви (Каролинги).

## Деца
- Раул (Рудолф) († 15 януари 936), херцог на Бургундия, крал на Франция (923 – 936)
- Ерменгарда, ∞ Гизелберт († 956), херцог на Бургундия
- Рихилдеа, ∞ Леталд II, граф на Макон († 7 септември 965)
- Хуго Черния († 17 декември 952), 936 граф и маркграф на Прованс, херцог на Бургундия
- Бозон I († сл. 13 септември 935), граф на Прованс
- Аделхайд († сл. 920), ∞ Регинар II граф на Хенегау